# 인디언웰스 마스터스

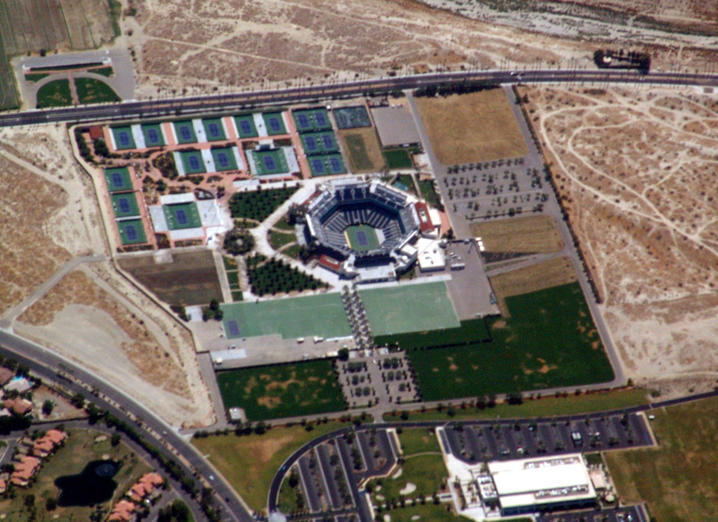

인디언웰스 마스터스(Indian Wells Masters) 또는 BNP 파리바 오픈(BNP Paribas Open)은 매년 3월 미국 캘리포니아주의 인디언 웰스에서 열리는 남녀 통합 테니스 대회이다.
이 대회는 ATP 투어에서는 마스터즈 1000 분류에 속하며, 또한 WTA 투어에서는 프리미어 맨데터리 분류에 속한다. 플로리다주에서 열리는 소니 에릭슨 오픈과 함께 마스터스 1000 시리즈 대회 중 메인 드로 경기일수가 8일을 넘는 두 개의 대회 중 하나이다. 대개 여자 경기의 메인 드로는 수요일에 시작되며, 남자 경기의 메인 드로는 목요일에 시작된다. 남녀 결승은 모두 그 다음 주 일요일에 열린다. 남녀 부문 모두 96명의 일반 참가 선수와 32명의 시드 배정 선수로 이루어진 128강 경기로 진행된다.
이 대회는 하드 코트에서 치러지며, 매년 30만명 이상의 관객을 동원하여 4개 그랜드 슬램을 제외한 대회 중 가장 많은 관객 동원력을 자랑한다. 이 대회의 메인 스타디움은 세계에서 두 번째로 큰 테니스 경기장이다.

## 위치
인디언 웰스는 로스 앤젤레스 중심지역에서 동쪽으로 약 115마일 떨어진 코첼라 벨리에 위치해있다. 대회는 2000년 완공된 인디언 웰스 테니스 가든에서 열린다. 이곳은 16,100석 규모의 메인 스타디움과 두 개의 더 작은 스타디움, 그리고 20개의 코트를 갖추고 있다.

## 역대 우승자

#### 단식
| 개최지      | 연도 | 우승                               | 준우승                             | 스코어                             | 대회 명칭                      |
| ----------- | ---- | ---------------------------------- | ---------------------------------- | ---------------------------------- | ------------------------------ |
| 인디언 웰스 | 2024 | 카를로스 알카라스                  | 다닐 메드베데프                    | 7-65, 6-1                          | BNP 파리바스 오픈              |
| 인디언 웰스 | 2023 | 카를로스 알카라스                  | 다닐 메드베데프                    | 6-3, 6-2                           | BNP 파리바스 오픈              |
| 인디언 웰스 | 2022 | 테일러 프리츠                      | 라파엘 나달                        | 6-3, 7-65                          | BNP 파리바스 오픈              |
| 인디언 웰스 | 2021 | 캐머런 노리                        | 니콜로즈 바실라쉬빌리              | 3-6, 6-4, 6-1                      | BNP 파리바스 오픈              |
| 인디언 웰스 | 2020 | 코로나19 범유행으로 인해 경기 취소 | 코로나19 범유행으로 인해 경기 취소 | 코로나19 범유행으로 인해 경기 취소 | BNP 파리바스 오픈              |
| 인디언 웰스 | 2019 | 토미니크 팀                        | 로저 패더러                        | 3-6, 6-3, 7-5                      | BNP 파리바스 오픈              |
| 인디언 웰스 | 2018 | 후안 마르틴 델 포트로 (5)          | 로저 패더러                        | 6-4, 6-7(8-10), 7-6(7–2)           | BNP 파리바스 오픈              |
| 인디언 웰스 | 2017 | 로저 페더러 (5)                    | 스타니슬라스 바브링카              | 6–4, 7–5                           | BNP 파리바스 오픈              |
| 인디언 웰스 | 2016 | 노바크 조코비치 (5)                | 밀로시 라오니치                    | 6–2, 6–0                           | BNP 파리바스 오픈              |
| 인디언 웰스 | 2015 | 노바크 조코비치 (4)                | 로저 페더러                        | 6–3, 6–7(5–7), 6–2                 | BNP 파리바스 오픈              |
| 인디언 웰스 | 2014 | 노바크 조코비치 (3)                | 로저 페더러                        | 3–6, 6–3, 7–6(7–3)                 | BNP 파리바스 오픈              |
| 인디언 웰스 | 2013 | 라파엘 나달 (3)                    | 후안 마르틴 델 포트로              | 4–6, 6–3, 6–4                      | BNP 파리바스 오픈              |
| 인디언 웰스 | 2012 | 로저 페더러 (4)                    | 존 이스너                          | 7–6(9–7), 6–3                      | BNP 파리바스 오픈              |
| 인디언 웰스 | 2011 | 노바크 조코비치 (2)                | 라파엘 나달                        | 4–6, 6–3, 6–2                      | BNP 파리바스 오픈              |
| 인디언 웰스 | 2010 | 이반 류비치치                      | 앤디 로딕                          | 7–6(3), 7–6(5)                     | BNP 파리바스 오픈              |
| 인디언 웰스 | 2009 | 라파엘 나달 (2)                    | 앤디 머리                          | 6–1, 6–2                           | BNP 파리바스 오픈              |
| 인디언 웰스 | 2008 | 노바크 조코비치                    | 마디 피시                          | 6–2, 5–7, 6–3                      | Pacific Life Open              |
| 인디언 웰스 | 2007 | 라파엘 나달                        | 노바크 조코비치                    | 6–2, 7–5                           | Pacific Life Open              |
| 인디언 웰스 | 2006 | 로저 페더러 (3)                    | 제임스 블레이크                    | 7–5, 6–3, 6–0                      | Pacific Life Open              |
| 인디언 웰스 | 2005 | 로저 페더러 (2)                    | 레이턴 휴잇                        | 6–2, 6–4, 6–4                      | Pacific Life Open              |
| 인디언 웰스 | 2004 | 로저 페더러                        | 팀 헨먼                            | 6–3, 6–3                           | Pacific Life Open              |
| 인디언 웰스 | 2003 | 레이턴 휴잇 (2)                    | 구스타부 쿠에르텡                  | 6–1, 6–1                           | Pacific Life Open              |
| 인디언 웰스 | 2002 | 레이턴 휴잇                        | 팀 헨먼                            | 6–1, 6–2                           | Pacific Life Open              |
| 인디언 웰스 | 2001 | 앤드리 애거시                      | 피트 샘프러스                      | 7–6(5), 7–5, 6–1                   | TMS Indian Wells               |
| 인디언 웰스 | 2000 | 알렉스 코레자                      | 토마스 엔크비스트                  | 6–4, 6–4, 6–3                      | TMS Indian Wells               |
| 인디언 웰스 | 1999 | 마크 필리푸시스                    | 카를로스 모야                      | 5–7, 6–4, 6–4, 4–6, 6–2            | Newsweek Champions Cup         |
| 인디언 웰스 | 1998 | 마르셀로 리오스                    | 그레그 루제드스키                  | 6–3, 6–7(15), 7–6(4), 6–4          | Newsweek Champions Cup         |
| 인디언 웰스 | 1997 | 마이클 창 (3)                      | 보흐단 울리흐라흐                  | 4–6, 6–3, 6–4, 6–3                 | Newsweek Champions Cup         |
| 인디언 웰스 | 1996 | 마이클 창 (2)                      | 파울 하르하위스                    | 7–5, 6–1, 6–1                      | Newsweek Champions Cup         |
| 인디언 웰스 | 1995 | 피트 샘프러스 (2)                  | 앤드리 애거시                      | 7–5, 6–3, 7–5                      | Newsweek Champions Cup         |
| 인디언 웰스 | 1994 | 피트 샘프러스                      | 페트르 코르다                      | 4–6, 6–3, 3–6, 6–3, 6–2            | Newsweek Champions Cup         |
| 인디언 웰스 | 1993 | 짐 쿠리어 (2)                      | 웨인 퍼레이라                      | 6–3, 6–3, 6–1                      | Newsweek Champions Cup         |
| 인디언 웰스 | 1992 | 마이클 창                          | 앤드리이 체스노프                  | 6–3, 6–4, 7–5                      | Newsweek Champions Cup         |
| 인디언 웰스 | 1991 | 짐 쿠리어                          | 기 포르제                          | 4–6, 6–3, 4–6, 6–3, 7–6(4)         | Newsweek Champions Cup         |
| 인디언 웰스 | 1990 | 스테판 에드베리                    | 앤드리 애거시                      | 6–4, 5–7, 7–6, 7–6                 | Newsweek Champions Cup         |
| 인디언 웰스 | 1989 | 밀로슬라프 메치르시                | 야니크 노아                        | 3–6, 2–6, 6–1, 6–2, 6–3            | Newsweek Champions Cup         |
| 인디언 웰스 | 1988 | 보리스 베커 (2)                    | 에밀리오 산체스                    | 7–5, 6–4, 2–6, 6–4                 | Newsweek Champions Cup         |
| 인디언 웰스 | 1987 | 보리스 베커                        | 스테판 에드베리                    | 6–4, 6–4, 7–5                      | Pilot Pen Classic              |
| 라 퀸타     | 1986 | 요아킴 니스트렘                    | 야니크 노아                        | 6–1, 6–3, 6–2                      | Pilot Pen Classic              |
| 라 퀸타     | 1985 | 래리 스테판키                      | 데이비드 페이트                    | 6–1, 6–4, 3–6, 6–3                 | Pilot Pen Classic              |
| 라 퀸타     | 1984 | 지미 코너스 (3)                    | 야니크 노아                        | 6–2, 6–7, 6–3                      | Congoleum Classic (II)         |
| 라 퀸타     | 1983 | 호세 히구에라스                    | 엘리엇 텔처                        | 6–4, 6–2                           | Congoleum Classic (II)         |
| 라 퀸타     | 1982 | 야니크 노아                        | 이반 렌들                          | 6–4, 2–6, 7–5                      | Congoleum Classic (II)         |
| 라 퀸타     | 1981 | 지미 코너스 (2)                    | 이반 렌들                          | 6–3, 7–6                           | Grand Marnier Tennis Games     |
| 랜초미라지  | 1980 | 우천으로 결승전 취소               | 우천으로 결승전 취소               | 우천으로 결승전 취소               | Congoleum Classic              |
| 랜초미라지  | 1979 | 로스코 태너 (2)                    | 브라이언 갓프리드                  | 6–4, 6–2                           | Congoleum Classic              |
| 팜스프링스  | 1978 | 로스코 태너                        | 라울 라미레스                      | 6–1, 7–6                           | American Airlines Tennis Games |
| 팜스프링스  | 1977 | 브라이언 갓프리드                  | 기예르모 빌라스                    | 2–6, 6–1, 6–3                      | American Airlines Tennis Games |
| 팜스프링스  | 1976 | 지미 코너스                        | 로스코 태너                        | 6–4, 6–4                           | American Airlines Tennis Games |
| 투손        | 1975 | 존 알렉산더                        | 일리에 나스타시                    | 7–5, 6–2                           | American Airlines Tennis Games |
| 투손        | 1974 | 존 뉴컴                            | 아서 애시                          | 6–3, 7–6                           | American Airlines Tennis Games |

### 남자 복식
| 연도                      | 우승 팀                             | 준우승 팀                           | 스코어             |
| 2009                      | 마디 피시 / 앤디 로딕               | 막스 미르니 / 안디 람               | 3–6, 6–1, 14–12    |
| 2008                      | 요나탄 에를리흐 / 안디 람           | 대니얼 네스터 / 네나드 지몬지치     | 6–4, 6–4           |
| 2007                      | 마르틴 담 / 리앤더 페이스           | 요나탄 에를리흐 / 안디 람           | 6–4, 6–4           |
| 2006                      | 마크 놀스 / 대니얼 네스터           | 밥 브라이언 / 마이크 브라이언       | 6–4, 6–4           |
| 2005                      | 마크 놀스 / 대니얼 네스터           | 웨인 아서스 / 폴 핸리               | 7–6(6), 7–6(2)     |
| 2004                      | 아르노 클레망 / 세바스티앵 그로장   | 웨인 블랙 / 케빈 울리엣             | 6–3, 4–6, 7–5      |
| 2003                      | 웨인 퍼레이라 / 예브게니 카펠니코프 | 밥 브라이언 / 마이크 브라이언       | 6–1, 6–4           |
| 2002                      | 마크 놀스 / 대니얼 네스터           | 로저 페더러 / 막스 미르니           | 6–4, 6–4           |
| 2001                      | 웨인 퍼레이라 / 예브게니 카펠니코프 | 요나스 비에르크만 / 토드 우드브리지 | 6–2, 7–5           |
| 2000                      | 앨릭스 오브라이언 / 재러드 파머     | 파울 하르하위스 / 샌던 스톨         | 6–4, 7–6(5)        |
| 1999                      | 웨인 블랙 / 샌던 스톨               | 엘리스 페레이라 / 릭 리치           | 6–3, 6–4           |
| 1998                      | 요나스 비에르크만 / 패트릭 라프터   | 토드 마틴 / 리치 레너버그           | 6–0, 6–3           |
| 1997                      | 마크 놀스 / 대니얼 네스터           | 마크 필리푸시스 / 패트릭 라프터     | 7–5, 6–4           |
| 1996                      | 토드 우드브리지 / 마크 우드포드     | 브라이언 맥피 / 마이클 테버트       | 6–3, 6–4           |
| 1995                      | 토미 호 / 브렛 스티븐               | 개리 뮬러 / 피에트 노발             | 7–6, 6–7, 6–4      |
| 1994                      | 그랜트 코넬 / 패트릭 갤브레이스     | 바이런 블랙 / 조너선 스타크         | 3–6, 6–1, 7–6      |
| 1993                      | 기 포르제 / 앙리 르콩트             | 루크 젠슨 / 스콧 멜빌               | 4–6, 6–2, 7–6      |
| 1992                      | 스티브 드프라이스 / 데이비드 맥퍼슨 | 켄트 키니어 / 스벤 살루마           | 6–3, 2–6, 6–4      |
| 1991                      | 짐 쿠리어 / 자비에 산체스           | 기 포르제 / 앙리 르콩트             | 7–6, 6–1           |
| 1990                      | 보리스 베커 / 기 포르제             | 짐 그랩 / 패트릭 매켄로             | 6–4, 6–3           |
| 1989                      | 보리스 베커 / 야콥 흘라세크         | 케빈 커런 / 데이비드 페이트         | 3–6, 6–3, 6–4      |
| 1988                      | 보리스 베커 / 기 포르제             | 호르제 로사노 / Todd Witsken        | 6–3, 6–3           |
| 1987                      | 기 포르제 / 야니크 노아             | 보리스 베커 / 에릭 젤렌             | 5–7, 7–6, 7–5      |
| La Quinta, California     |                                     |                                     |                    |
| 1986                      | 피터 플레밍 / 기 포르제             | 야니크 노아 / 셔우드 스튜어트       | 7–6, 6–2           |
| 1985                      | 하인츠 군트하르트 / 발라주 터로치   | 켄 플래치 / 로버트 세구소           | 7–6, 7–5           |
| 1984                      | 버나드 미튼 / 버치 왈츠             | 스콧 데이비스 / 퍼디 태이건         | 4–6, 6–4, 7–6      |
| 1983                      | 브라이언 갓필드 / 라울 라미레스     | 티안 빌조엔 / 대니 비서             | 6–3, 6–3           |
| 1982                      | 브라이언 갓필드 / 라울 라미레스     | 존 로이드 / 딕 스톡턴               | 6–4, 3–6, 6–2      |
| 1981                      | 브루스 맨슨 / 브라이언 티처         | 테리 무어 / 엘리엇 텔셔             | 7–6, 6–2           |
| Rancho Mirage, California |                                     |                                     |                    |
| 1980                      | 결승전 취소 (우천)                  | 결승전 취소 (우천)                  | 결승전 취소 (우천) |
| 1979                      | 진 메이어 / 샌디 매이어             | 클리프 드라이즈데일 / 브루스 맨슨   | 6–4, 7–6           |
| Palm Springs, California  |                                     |                                     |                    |
| 1978                      | 레이먼드 무어 / 로스코 태너         | 밥 휴잇 / 프루 맥밀런               | 6–4, 6–4           |
| 1977                      | 밥 휴잇 / 프루 맥밀런               | 마티 리슨 / 로스코 태너             | 7–6, 7–6           |
| 1976                      | 콜린 디블리 / 샌디 매이어           | 레이먼드 무어 / 에릭 밴딜런         | 6–3, 7–5           |

### 여자 단식
| 연도 | 우승자                             | 준우승자                           | 스코어                             |
| 2020 | 코로나19 범유행으로 인해 경기 취소 | 코로나19 범유행으로 인해 경기 취소 | 코로나19 범유행으로 인해 경기 취소 |
| 2019 | 비앙카 안드레스쿠                  | 안젤리크 케르버                    | 4-6, 6-3, 4-6                      |
| 2018 | 오사카 나오미                      | 다리아 카사트키나                  | 6–3, 6–2                           |
| 2017 | 엘레나 베스니나                    | 스베틀라나 쿠즈네초바              | 6–7(6–8), 7–5, 6–4                 |
| 2016 | 빅토리야 아자란카 (2)              | 세레나 윌리엄스                    | 6–4, 6–4                           |
| 2015 | 시모나 할레프                      | 옐레나 얀코비치                    | 2–6, 7–5, 6–4                      |
| 2014 | 플라비아 펜네타                    | 아그니에슈카 라드반스카            | 6–2, 6–1                           |
| 2013 | 마리아 샤라포바 (2)                | 카롤리네 보즈니아키                | 6–2, 6–2                           |
| 2012 | 빅토리야 아자란카                  | 마리아 샤라포바                    | 6–2, 6–3                           |
| 2011 | 카롤리네 보즈니아키                | 마리옹 바르톨리                    | 6–1, 2–6, 6–3                      |
| 2010 | 옐레나 얀코비치                    | 카롤리네 보즈니아키                | 6–2, 6–4                           |
| 2009 | 베라 즈보나레바                    | 아나 이바노비치                    | 7–6(5), 6–2                        |
| 2008 | 아나 이바노비치                    | 스베틀라나 쿠즈네초바              | 6–4, 6–3                           |
| 2007 | 다니엘라 한투호바 (2)              | 스베틀라나 쿠즈네초바              | 6–3, 6–4                           |
| 2006 | 마리아 샤라포바                    | 옐레나 데멘티예바                  | 6–1, 6–2                           |
| 2005 | 킴 클레이스터르스 (2)              | 린지 대븐포트                      | 6–4, 4–6, 6–2                      |
| 2004 | 쥐스틴 에냉                        | 린지 대븐포트                      | 6–1, 6–4                           |
| 2003 | 킴 클레이스터르스                  | 린지 대븐포트                      | 6–4, 7–5                           |
| 2002 | 다니엘라 한투호바                  | 마르티나 힝기스                    | 6–3, 6–4                           |
| 2001 | 세리나 윌리엄스 (2)                | 킴 클레이스터르스                  | 4–6, 6–4, 6–2                      |
| 2000 | 린지 대븐포트 (2)                  | 마르티나 힝기스                    | 4–6, 6–4, 6–0                      |
| 1999 | 세리나 윌리엄스                    | 슈테피 그라프                      | 6–3, 3–6, 7–5                      |
| 1998 | 마르티나 힝기스                    | 린지 대븐포트                      | 6–3, 6–4                           |
| 1997 | 린지 대븐포트                      | 이리나 스프를레아                  | 6–2, 6–1                           |
| 1996 | 슈테피 그라프 (2)                  | 콘치타 마르티네스                  | 7–6(5), 7–6(5)                     |
| 1995 | 메리 조 퍼낸데즈 (2)               | 나타샤 즈베레바                    | 6–4, 6–3                           |
| 1994 | 슈테피 그라프                      | 아만다 쿠처르                      | 6–0, 6–4                           |
| 1993 | 메리 조 퍼낸데즈                   | 아만다 쿠처르                      | 3–6, 6–1, 7–6(6)                   |
| 1992 | 모니카 셀레스                      | 콘치타 마르티네스                  | 6–3, 6–1                           |
| 1991 | 마르티나 나브라틸로바              | 모니카 셀레스                      | 6–2, 7–6(6)                        |
| 1990 | 마르티나 나브라틸로바              | 헬레나 수코바                      | 6–2, 5–7, 6–1                      |
| 1989 | 마누엘라 말레바                    | 제니 번                            | 6–4, 6–1                           |

### 여자 복식
| 연도 | 우승 팀                                      | 준우승 팀                                         | 스코어           |
| 2009 | 빅토리아 아자렌카 / 베라 즈보나레바          | 히셀라 둘코 / 샤하르 페르                         | 6–4, 3–6, [10–5] |
| 2008 | 디나라 사피나 / 옐레나 베스니나              | 옌쯔 / 정제                                       | 6–1, 1–6, [10–8] |
| 2007 | 리사 레이먼드 / 사만다 스토서                | 잔융란 / 좡자룽                                   | 6–3, 7–5         |
| 2006 | 리사 레이먼드 / 사만다 스토서                | 비르히니아 루아노 파스쿠알 / 메이건 쇼너시        | 6–2, 7–5         |
| 2005 | 비르히니아 루아노 파스쿠알 / 파올라 수아레스 | 나디야 페트로바 / 메이건 쇼너시                   | 7–6(3), 6–1      |
| 2004 | 비르히니아 루아노 파스쿠알 / 파올라 수아레스 | 스베틀라나 쿠즈네초바 / 옐레나 리홉체바           | 6–1, 6–2         |
| 2003 | 린지 대븐포트 / 리사 레이먼드                | 킴 클레이스터르스 / 스기야마 아이                 | 3–6, 6–4, 6–1    |
| 2002 | 리사 레이먼드 / 러네이 스터브스              | 옐레나 데벤티예바 / 야네테 후사로바               | 7–5, 6–0         |
| 2001 | Nicole Arendt / 스기야마 아이                | 비르히니아 루아노 파스쿠알 / 파올라 수아레스      | 6–4, 6–4         |
| 2000 | 린지 대븐포트 / 코리나 모라리우              | 안나 쿠르니코바 / 나타샤 즈베레바                 | 6–2, 6–3         |
| 1999 | 마르티나 힝기스 / 안나 쿠르니코바            | 메리 조 퍼낸데즈 / 야나 노보트나                  | 6–2, 6–2         |
| 1998 | 린지 대븐포트 / 나타샤 즈베레바              | Alexandra Fusai / 나탈리 토지아                   | 6–4, 2–6, 6–4    |
| 1997 | 린지 대븐포트 / 나타샤 즈베레바              | 리사 레이먼드 / 나탈리 토지아                     | 7–5, 6–2         |
| 1996 | 찬다 루빈 / 브렌다 슐츠매카시                | 쥘리 알라르 / 나탈리 토지아                       | 6–1, 6–4         |
| 1995 | 린지 대븐포트 / 리사 레이먼드                | Larisa Savchenko Neiland / 아란차 산체스 비카리오 | 2–6, 6–4, 6–3    |
| 1994 | 린지 대븐포트 / 리사 레이먼드                | Manon Bollegraf / 헬레나 수코바                   | 6–2, 6–4         |
| 1993 | 러네이 스터브스 / 헬레나 수코바              | 앤 그로스먼 / Patricia Hy                         | 6–3, 6–4         |
| 1992 | 클라우디아 코데킬슈 / Stephanie Rehe         | 질 헤더링턴 / Kathy Rinaldi                       | 6–3, 6–3         |
| 1991 | 복식 결승전 취소 (우천)                      |                                                   |                  |
| 1990 | 야나 노보트나 / 헬레나 수코바                | 히히 페르난데스 / 마르티나 나브라틸로바           | 6–2, 7–6(6)      |
| 1989 | 하나 만들리코바 / 팸 슈리버                  | 로절린 페어뱅크 / 그레첸 메이거스                 | 6–3, 6–7(4), 6–3 |